# Okan Yalabık
Okan Yalabık (ur. 13 grudnia 1978 w Stambule) – turecki aktor telewizyjny, teatralny i filmowy. Najbardziej znany w Polsce z roli İbrahima Paszy w serialu Wspaniałe stulecie.

## Życiorys

### Wczesne lata
Urodził się i dorastał w Stambule. Już od najmłodszych lat chciał grać w filmach. Uczęszczał do Sakip Sabanci High School i stambulskiego Istanbul University State Conservatory (Uniwersytecie Państwowego Konserwatorium). Brał także lekcje gry aktorskiej od profesjonalistów, w tym od popularnej w latach 60. i 70. tureckiej aktorki Yıldız Kenter.

### Kariera
Karierę zawodową rozpoczął w roku 2000. W teatrze w Stambule wystąpił z powodzeniem w tragedii Williama Shakespeare'a Król Lear. Potem otrzymywał propozycje zagrania w filmach: Zaklęci (Büyü, 2004), Cokolwiek zechcesz (Sensiz Olmuyor, 2005) czy Jesienne bóle (Sen ne dilersen, 2009). 
W 2011 odebrał nagrodę Yeşilçam Award dla najlepszego aktora drugoplanowego za rolę policjanta Hasana w dramacie Sezon polowań (Av Mevsimi, 2010). Największą popularność w Turcji i wielu innych krajach świata, przyniósł mu jednak serial Wspaniałe stulecie (Muhteşem Yüzyıl).

### Życie prywatne
Spotykał się z Gamze Özçelik (2003–2004), Begüm Birgören (2004–2005), Hande Soral (2009–2010) i Hande Doğandemir (2013–2015).

## Filmografia
- Yilan hikayesi (serial 1999–2002) jako Komser Tayfun
- Kolay para kazanma klavuzu (2002) jako Güven
- Serseri (miniserial 2003–) jako Ömer
- Gülüm (2003) jako Serhat
- Büyü (2004) jako Cemil
- Sensiz Olmuyor (2005) jako Can
- Sen ne dilersen (2005) jako Stavro
- Hatirla sevgili (miniserial 2006–2008) jako Şevket Gürsoy
- İlk Aşk (2006) jako Rasim
- Güz Sancısı (2009) jako Suat
- PesPese (2010)
- Av mevsimi (2010) jako Çömez Hasan
- Wspaniałe stulecie (2011–2012) jako Ibrahim Pasza
- Annemin Yarasi (2016) jako Mirsad
- Masum (2017) jako Tarik
- Zraniona miłość (2017-2018) jako Charles Hamilton[8]
- The Protector (2018-2020) jako Faysal Erdem / Hüsrev / Hüsrev Efendi
- Hekimoglu (2019-2020) jako Orhan Yavuz